# ザカリー・パートン
ザカリー・パートン（Zachary Purton、香港表記：潘頓、1983年1月3日 - ）は、香港ジョッキークラブに所属している騎手。オーストラリア出身。義父はオーストラリアの名騎手だったジミー・キャシディ。
通称はザック・パートン（Zac Purton）。

## 来歴

### オーストラリア時代
2000年、オーストラリアで騎手デビュー。
2002年/2003年、見習騎手のままブリスベン地区のリーディングタイトルを獲得。後にシドニー地区に拠点を移す。
2006年、サイアーズプロデュースステークスで豪G1初勝利。

### 香港時代
2007年/2008年より香港に拠点を移す。
2010年にはスチュワーズカップをフェローシップで制して香港G1初勝利。
2011年/2012年は62勝をあげ、同郷のブレット・プレブルに1勝差で競り勝ち香港リーディング2位に躍進。
2012年には、リトルブリッジとのコンビでキングズスタンドステークスに勝利して欧州G1初勝利。
2012年/2013年は88勝をあげ2年連続の香港リーディング2位。
2013年/2014年は香港ヴァーズを勝つなど112勝の大活躍。前年まで13年連続の香港リーディングだったダグラス・ホワイトを抑えて初の香港リーディングに輝いた。
2014年/2015年は95勝をあげたが、ホワイトの年間勝利数を更新したジョアン・モレイラに次ぐリーディング2位に終わった。また、オーストラリアではアドマイヤラクティとのコンビでコーフィールドカップに勝利した。
2017年/2018年は136勝をあげ134勝のジョアン・モレイラを抑え自身2度目の香港リーディングに輝くと、2018年/2019年、2019年/2020年と3シーズン連続でリーディングを獲得している。
2021年の香港スプリントでラッキーパッチに騎乗するも、落馬事故に巻き込まれて負傷した。肋骨を4本骨折するなどの怪我を負ったが、2日後には競馬場へ元気な姿を見せている。
2021年/2022年は136勝をあげて自身5度目のリーディングを獲得した。
2017年、2020年、2021年の香港国際騎手招待競走『ロンジン・インターナショナル・ジョッキーズチャンピオンシップ』で総合優勝している。

### 日本での騎乗
2010年、安田記念に参戦したフェローシップの鞍上として初来日。当日6月6日の東京競馬場第2競走でコウセイベイビーに騎乗したのが中央競馬初騎乗（結果は7着）。なお、メインレースの安田記念では7番人気で9着。最終レースに設定されたユニコーンステークスではドロに騎乗し5着に入線した。
2012年の11月には第26回ワールドスーパージョッキーズシリーズに初出場。2勝をあげ52Pを獲得し初出場で初優勝を達成した。
2014年には初めての短期免許を取得（期間は7月12日〜8月17日）。身元引受人は池江泰寿調教師と馬主の吉田勝己。20鞍騎乗し6勝するという好成績だったが7月20日の5レースで踵の古傷を痛めその後の騎乗をキャンセル。途中帰国し治療に専念した。その後、12月のワールドスーパージョッキーズシリーズに2年ぶり2度目の出場するも20Pで9位タイに終わった。
2015年、エアロヴェロシティとのコンビで高松宮記念に参戦。好位置から抜け出し快勝し、JRAの重賞初勝利をG1勝利で飾った。また、7月18日〜8月9日にかけて2度目の短期免許取得（身元引受人は前年度同様に池江泰寿調教師と馬主の吉田勝己）。今回は途中離脱することなく小倉や中京に参戦し、52戦8勝の成績をあげる。

## 主な勝ち鞍

### オーストラリア
- サイアーズプロデュースステークス（2006年Excites、2016年Yankee Rose)
- チッピングノートンステークス（2007年He's No Pie Eater）
- エプソムハンデキャップ（2008年Theseo）
- ジョージメインステークス（2014年Sacred Falls）
- コーフィールドカップ（2014年アドマイヤラクティ）
- J.J.アトキンス（2016年Sacred Elixir）
- ドンカスターマイル（2014年Sacred Falls、2017年It's Somewhat）
- ザギャラクシー（2018年In Her Time）

### 香港
- 香港スチュワーズカップ（2010年Fellowship、2019年Beauty Generation、2022年Waikuku)
- 香港マイル（2012年Ambitious Dragon、2016年Beauty Only、2018年Beauty Generation、2022年California Spangle)
- 香港ゴールドカップ（2013年Military Attack、2018年Time Warp)
- クイーンズシルヴァージュビリーカップ（2013年Ambitious Dragon、2018年Beauty Generation)
- 香港ヴァーズ（2013年Dominant、2018年Exultant)
- 香港スプリント（2014年・2016年Aerovelocity）
- 香港ダービー（2015年Luger、2024年Massive Sovereign）
- チェアマンズスプリントプライズ（2018年Ivictory）
- チャンピオンズマイル（2018年・2019年Beauty Generation）
- 香港カップ（2017年タイプワーク、2020年ノームコア）

### その他
- キングズスタンドステークス（2013年Little Bridge）
- シンガポール航空インターナショナルカップ（2013年Military Attack）
- 高松宮記念（2015年Aerovelocity）
- クリスフライヤーインターナショナルスプリント（2015年Aerovelocity）

## 騎乗成績

### 日本
|                     | 日付           | 競馬場、開催    | 競走名         | 馬名               | 頭数 | 人気 | 着順 |
| ------------------- | -------------- | --------------- | -------------- | ------------------ | ---- | ---- | ---- |
| 初騎乗              | 2010年6月6日   | 3回東京6日目2R  | 3歳未勝利      | コウセイベイビー   | 16頭 | 4    | 7着  |
| 初勝利              | 2012年11月24日 | 5回東京7日目9R  | エクセレントJT | ショウナンラムジ   | 15頭 | 1    | 1着  |
| 重賞初騎乗 GI初騎乗 | 2010年6月6日   | 3回東京6日目11R | 安田記念       | フェローシップ     | 18頭 | 7    | 9着  |
| 重賞初勝利 GI初勝利 | 2015年3月29日  | 2回中京6日目11R | 高松宮記念     | エアロヴェロシティ | 18頭 | 4    | 1着  |